# Karbonisierung (Holz)
Als Karbonisierung wird ein Verfahren zur thermischen Umwandlung von Holz in Thermoholz bezeichnet. Dabei wird die im Holz befindliche Zellulose teilweise durch Karamellisierung quervernetzt und teilweise verkohlt. Dadurch verändern sich verschiedene Materialeigenschaften wie Farbe, Geruch, Härte und biologische Abbaubarkeit. Karbonisierung findet auch in der Holzindustrie Verwendung.
Die oberflächliche Karbonisierung von Schnittholz wird auch als Ankohlen bzw. in Japan als Yakisugi bezeichnet.

## Bambus
Die Graspflanze Bambus wird unter anderem zu Massivholz ähnlichen Produkten verarbeitet. Dafür werden die hohlen Bambustriebe nach der Ernte in Lamellen aufgespalten, die zu Schnittholz vergleichbaren massiven Brettern und Balken verleimt werden.
Die Lamellen werden für die Produktion von Bodenbelägen und in der Möbelindustrie karbonisiert, wenn folgende Materialeigenschaften erreicht werden sollen:
- Markante dunkle Färbung
- Verbesserte Resistenz gegen Insekten, die von Zucker im Bambus leben
- Verbesserte Resistenz gegen Pilze

Für die chemische Wandlung des im Bambus enthaltenen Zuckers und anderer Bestandteile in einem der hydrothermalen Karbonisierung ähnlichen Verfahren werden die Bambuslamellen in einem Druckkessel einem Druck von 5 kg/cm² und einer Temperatur von 150 °C ausgesetzt. In etwa 20–30 Minuten entstehen unter diesen Bedingungen Reaktionsprodukte, die den Bambus braun durchfärben. Gewöhnlich wird Bambus durch hydrothermale Karbonisierung weicher. Die Lamellen werden danach flachgedrückt und getrocknet, bevor sie zu massiven Bambusprodukten oder Fußbodenbelägen verleimt werden. Es werden jedoch auch Verfahren eingesetzt, die Härte erhalten sollen oder sogar eine Härtung versprechen.
Eine vollständige Karbonisierung von Bambus setzt erst bei höheren Temperaturen ein. In einem Pyrolyseverfahren lässt sich Bambus bei Temperaturen ab etwa 800 Grad in Bambuskohle (vergleiche Holzkohle) verwandeln. Es wird wissenschaftlich untersucht, ob aus Bambus erzeugte Karbonverbindungen als Pyrogener Kohlenstoff zur ökologisch günstigen CO2-Speicherung geeignet sind. In vollständig karbonisiertem Zustand eignet sich Bambus, ähnlich wie Aktivkohle, als Adsorptionsmittel. Bambuskohle besitzt zahlreiche Poren, die flüchtige organische Verbindungen wie auch Feuchtigkeit, Gerüche usw. rasch und leicht adsorbieren. Sie wird deshalb unter anderem in der Textilindustrie als Faserbestandteil verwendet.